# Pai Yun-Yiao
Pai Yun-Yiao es una deportista taiwanesa que compitió en taekwondo. Ganó dos medallas en el Campeonato Mundial de Taekwondo, en los años 1987 y 1989.

## Palmarés internacional
| Representando a China Taipéi |                      |                  |           |
| Campeonato Mundial           |                      |                  |           |
| Año                          | Lugar                | Medalla          | Categoría |
| 1987                         | Barcelona (España)   | Medalla de oro   | –47 kg    |
| 1989                         | Seúl (Corea del Sur) | Medalla de plata | –47 kg    |